# Волчья стая (телесериал)
«Волчья стая» (англ. Wolf Pack) — американский сверхъестественный подростковый драматический телесериал, созданный Джеффом Дэвисом и основанный на одноимённом романе Эдо ван Белкома. Премьера состоялась 26 января 2023 года на сервисе Paramount+. В январе 2024 года телесериал был закрыт после первого сезона.

## В ролях

### Главные роли
- Хлоя Роуз Робертсон — Луна Бриггс
- Белла Шепард — Блейк Наварро
- Армани Джексон — Эверетт Лэнг
- Тайлер Лоуренс Грэй — Харлан Бриггс
- Родриго Санторо — Гарретт Бриггс
- Сара Мишель Геллар — Кристин Рэмси
- Зак Нельсон — Сайрус Никс

### Второстепенные роли
- Бэйли Стендер — Фиби
- Чейз Лифельд
- Холли Шэй — Рейнджер Приша
- Райнер Дон — Коди
- Лэнни Джун — офицер Джейсон Чанг
- Рио Манджини — Остин
- Стелла Смит — Тиа
- Джеймс Мартинес — Роберто Наварро
- Эми Пьетц — Кендра Лэнг
- Бриа Бриммер
- Джон Л. Адамс — Дэвид Лэнг
- Шон Филип Глазгоу — Коннор
- Блез Рейес

## Список серий
| № | Название                  | Режиссёр         | Автор сценария                               | Дата премьеры   |
| --- | ------------------------- | ---------------- | -------------------------------------------- | --------------- |
| 1 | «From a Spark to a Flame» | Джейсон Энслер   | Джефф Дэвис                                  | 26 января 2023  |
| Смертоносный огонь опустошает Калифорнию и заставляет атаковать сверхъестественное существо. Несколько человек погибли и многие получили ранения, в том числе животные. Подростки Блейк Наварро и Эверетт Лэнг укушены. Эверетт отправляется в больницу для лечения от травмы и обнаруживает, что его травма от укуса таинственным образом зажила. Находясь в больнице, ему звонит неизвестный и говорит ему немедленно покинуть больницу, так как существо, которое его укусило, придёт искать его. Он убегает из больницы так же, как Кристин Рэмси, детектив ищет его. Травма укуса Блейка также таинственным образом заживает, и она изо всех сил пытается заботиться о своём брате с аутизмом, поскольку её родители переживают трудный раскол. Она видит видение Эверетта в больнице, как и Эверетт. Они необъяснимым образом притягиваются друг к другу. Между тем, Харлан и Луна — два оборотня-подростка, которые знают, что стоит за таинственными событиями, и ищут своего приёмного отца. После того, как Блейка и Эверетта преследует огромное животное-оборотень, они сталкиваются с Харланом и Луной. |                           |                  |                                              |                 |
| 2 | «Two Bitten, Two Born»    | Джозеф П. Женьер | Эмили Эслами и Джеффри Ньевес                | 2 февраля 2023  |
| Харлан и Луна отвозят Блейка и Эверетта домой. Выясняется, что Харлан и Луна не были превращены в оборотней, а родились таким образом, и что именно их отец опустошает страну. Луна хочет рассказать Блейку и Эверетту, что происходит, но Харлан им не верит. Эверетта и Блейка навещает детектив Кристен Рэмси. Друг Эверетта, которого также укусили, получает звонок от таинственного звонившего и подвергается нападению оборотня. |                           |                  |                                              |                 |
| 3 | «Origin Point»            | Джозеф П. Женьер | Кристал Хоутон Зив                           | 9 февраля 2023  |
| Когда Эверетта, Блейка, Луну и Харланв допрашивают Рэмси и её команда, они создают алиби; когда они защищают Эверетта от их первой ужасной встречи с существом, Луна и Харлан раскрывают потрясающее открытие. |                           |                  |                                              |                 |
| 4 | «Fear and Pain»           | Кристиан Тейлор  | Карлос Фолья                                 | 16 февраля 2023 |
| 5 | «Incendiary»              | Майк Эллиот      | Шон Крауч                                    | 23 февраля 2023 |
| Гарретт учит молодого Харлана, как использовать свои слуховые способности в лесу, но Харлана в конечном итоге его преследует волк, который, как он каким-то образом знает, является его отцом. Команда выясняет, что волк пытается не причинить им боль, а защитить их, потому что они являются частью его стаи. Команде звонит таинственный звонивший, который рассказывает им историю Ликаона и дает им местоположение. Команда прибывает туда и видит, как оборотень убивает кого-то другого. Детектив Рэмси посещает школу, чтобы расследовать Сайруса, ученика, который подозревается в поджоге. Рэмси и охранник находят кучу тел оборотней. Она говорит офицеру, что убийства были совершены оборотнем, а затем убивает его, позволяя его телу упасть на кучу. Команда посещает вечеринку, где оборотень появляется в бассейне, в результате чего гости вечеринки бегут внутрь. |                           |                  |                                              |                 |
| 6 | «After Party»             | Кэти Эстридж     | Кристал Хоутон Зив                           | 2 марта 2023    |
| Находясь в доме, Эверетт убеждает всех, кроме Остина, что это большой медведь. Рэмси и Гарретт прибывают с полицией и закрывают вечеринку в поисках Сайруса. Эверетт продолжает видеть подростка, которого никто не может видеть, кроме него. Поговорив с Малкольмом, выжившим от другого пожара, который произошел много лет назад, стая узнает, что было два волка, и один был убит, а другой в отместку убил команду Малкольма. Харлан начинает меняться, когда узнает, что Гарретт убедил Сайруса стать полицейским. Только когда Приша появляется, а Гарретт называет имя Харлана, стая возвращается к себе. Эверетт обнаруживает подростка, которого он видит, как он преследует оборотня, а также его имя, Барона, Харлана и брата Луны. |                           |                  |                                              |                 |
| 7 | «Lion's Breath»           | Кристиан Тейлор  | Карлос Фолья и Алессандра Хара Дель Кастильо | 9 марта 2023    |
| Узнав личность волка, они формируют план поймать Барона и превратить его в человека, используя Остина в качестве приманки. Они ловят Барона в морозильной камере, и он превращается в человека, когда его сердце останавливается. Когда они пытаются оживить его, Остин ударяет Барона серебристым кинжалом, и Барон кричит от боли. Тем временем выяснилось, что Рэмси был оборотнем и тем, кто убил экипаж Малкольма. |                           |                  |                                              |                 |
| 8 | «Trophic Cascade»         | Джефф Девис      | Джефф Девис                                  | 16 марта 2023   |

## Производство

### Разработка
В сентябре 2021 года было объявлено, что Джефф Дэвис разрабатывает сериал, основанную на романе Эдо ван Белкома «Волчья стая» для Paramount+.
Помимо Дэвиса, Джо Дженир, Майк Эллиотт и Карен Городецкий выступают в качестве исполнительных продюсеров через компанию Capital Arts. Джейсон Энслер, Сара Мишель Геллар и Кристиан Тейлор также являются исполнительными продюсерами. Сериал был выпущен 26 января 2023 года.
Во время интервью в сентябре 2022 года Джефф Дэвис заявил, что, хотя «Волчья стая» и «Волчонок» используют одни и те же студийные помещения в Атланте и разделяют часть закулисной команды, а также оба шоу с участием молодых оборотней, две вымышленные вселенные полностью разделены, а мифология и существа разные. В январе 2024 года телесериал был закрыт после первого сезона.

### Кастинг
20 июня 2022 года Paramount+ объявила, что Хлоя Роуз Робертсон, Белла Шепард, Армани Джексон и Тайлер Лоуренс Грей подписали контракт на главные роли предстоящего сверхъестественного подросткового драматического телесериала. Сара Мишель Геллар специально появилась во время панели Teen Wolf на Comic-Con в Сан-Диего 21 июля, чтобы объявить, что она присоединилась к основному актёрскому составу. 14 сентября было объявлено, что Родриго Санторо также присоединился к основному актёрскому составу.
7 октября было объявлено о новых второстепенных актёрах в первом сезоне.

### Съёмки
Съемки начались 21 июля 2022 года и продолжались до середины ноября 2022 года. В то время как действие шоу происходит в Южной Калифорнии и её окрестностях, продюсеры решили снимать в Атланте, штат Джорджия, в основном из-за щедрой программы налоговых льгот этого штата на телевизионное производство. Работа в Джорджии может компенсировать себестоимость производства на целых 30 процентов от общего бюджета.

## Реакция

### Критика
На «Rotten Tomatoes фильм имеет рейтинг 39% со средним оценкой 5,0 из 10 на основе 23 отзывов. Консенсус сайта гласит: «Королева жанра Сара Мишель Геллар делает все возможное, чтобы возглавить эту «Волчью стаю», но этого недостаточно, чтобы спасти спин-офф, который недостаточно глубоко погружает в исходный материал». «Metacritic» дал оценку 45 из 100 на основе 9 отзывов, указав на «смешанные или средние отзывы».
В своей рецензии для журнала «The Guardian» Джек Сил дал первой серии сериала одну звезду из пяти и заявил, что сериал — удивительно ужасная подростковая драма об оборотнях с сырой нечестной актёрской игрой, бессмысленными диалогами и необъяснимым сюжетом. Обзор Variety объявил, что самым большим преимуществом «Волчьей стаи» было возвращение Сары Мишель Геллар к сверхъестественной подростковой драме, но даже её выступление было развеяно и не оказало влияния.

### Аудитория
1 марта 2023 года TheWrap назвал «Волчью стаю» одним из «самых востребованных сериалов», основанных на данных, собранных ParrotAnalytics.com По данным Media Play News, сериал был 8-м просматриваемым оригинальным сериалом на всех потоковых платформах в США в течение недели с 5 февраля 2023 года, 9-м в течение недели с 19 февраля, 10-м в течение недели с 5 марта, 9-м в течение недели с 12 марта и 10-м в течение недели 19 марта.